# Annex SL
De Annex SL is een richtlijn voor het schrijven van bedrijfsvoeringsnormen. Deze biedt het kader voor een ISO Management System standaard (MSS) of tot herziening van een bestaande ISO-MSS (bijvoorbeeld ISO 9001, ISO 14001). Alle nieuwe ISO-managementnormen zullen dit kader volgen en de oude zullen naar dit kader worden overgezet.

## Algemeen
Annex SL groeide uit tot wat voorheen bekend was als “ISO Guide 83”. De meeste organisaties hebben meer dan één managementbeheersysteem en veel tijd en middelen waren nodig om deze verschillende systemen met uiteenlopende structuren, definities en voorschriften te implementeren en te certificeren. Annex SL is een bijlage (Annex) bij ISO/IEC Directives Part-1, Consolidated ISO Supplement - Procedures specific to ISO.
ISO Guide 83, die in 2011 werd aangenomen, was de eerste formele inspanning voor het creëren van samenhang in de structuur en de terminologie voor ISO-managementnormen systemen. Deze nieuwe structuur en inhoud wordt aangeduid als de High Level Structure (HLS) en is de basis van het zogenoemde “plug-in" model voor managementsysteemnormen. Dat wil zeggen dat de ‘kernelementen’ die voor alle managementsysteemnormen identiek zijn, in een apart document worden vastgelegd. Onderwerp specifieke normen (bijvoorbeeld ISO 9001 voor kwaliteitsmanagement)- en sector specifieke normen (bijvoorbeeld ISO/TS 16949 voor kwaliteitsmanagement in de automobiel sector) kunnen dan als modules worden ontwikkeld en in de kern worden ingeplugd. Dit houdt in dat alle managementsysteemnormen uitgaan van eenzelfde kern (‘operating system’) van een organisatie. In aanvulling op de HLS bevatten die normen dan alleen de eisen die nodig zijn om een voor het vakgebied/onderwerp (bijvoorbeeld kwaliteit, milieu, arbeidsomstandigheden) effectief managementsysteem te implementeren. Medio februari 2012 heeft de Technical Management Board van ISO de uiteindelijke versie van onder de naam "Annex SL" bekrachtigd.
Twee soorten Managementsysteem standaarden worden gedefinieerd in de Annex SL:
- Type A MSS: gaat over management system vereisten (requirements) (bijvoorbeeld ISO 9001/14001)
- Type B MSS: gaat over richtlijnen (guidelines) (bijvoorbeeld ISO 9004/14004)

## Kwaliteit Management Principes
Annex SL (zie sub-clausule 4.4) en de daarop gebaseerde standaarden zijn gebaseerd op de zeven kwaliteitsmanagement principes (quality management principles (QMP).
| 1. | Customer focus                 |
| 2. | Leadership                     |
| 3. | Engagement of people           |
| 4. | Process approach               |
| 5. | Improvement                    |
| 6. | Evidence-based decision making |
| 7. | Relationship management        |

## PDCA

The PDCA cycle

De uitwerking van het 4e principe "Process approach" komt tot uitdrukking door het hanteren van de kwaliteitscirkel van Deming (ook wel bekend als de Plan - Do - Check - Act - (PDCA) Cyclus) aanpak [in het Nederlands Plannen-Doen-Controleren-Handelen] en risico-gebaseerd denken. Door het proces te beheren, probeert men een optimaal resultaat te bewerkstelligen. Het doel hierbij is het planmatig en cyclisch verbeteren van processen, door continue de resultaten te evalueren aan de hand van gestelde doelen. Wanneer je weet welke aspecten je gaat monitoren, kan het hanteren van de kwaliteitscirkel inzicht geven in de verschillende de doelen die men wil bereiken en zorg dragen voor continue kwaliteitsverbetering.

## Bijlagen
Annex SL heeft 4 bijlagen (appendix). Bijlage 3 geeft de tekst voor de High Level Structuur (HLS) voor managementsysteemnormen. De Managementsysteem moet verplicht de volgende 10 clausules bevatten, met gelijke nummering en benaming:
| Nr  | Engelse term                | Vertaling                  |
| --- | --------------------------- | -------------------------- |
| 1.  | Scope                       | Toepassingsgebied          |
| 2.  | Normative references        | Normatieve verwijzingen    |
| 3.  | Terms and definitions       | Termen en definities       |
| 4.  | Context of the organization | Context van de organisatie |
| 5.  | Leadership                  | Leiderschap                |
| 6.  | Planning                    | Planning                   |
| 7.  | Support                     | Ondersteuning              |
| 8.  | Operation                   | Uitvoering                 |
| 9.  | Performance evaluation      | Evaluatie                  |
| 10. | Improvement                 | Verbetering                |

Onderstaand is zichtbaar gemaakt hoe de PDCA cycle aanpak is verwerkt in de standaard en welke sub-clausules bij welke cyclus horen.
| 1. Toepassingsgebied: 2. Normatieve verwijzingen 3. Termen en definities PLAN (plannen) 4. Context van de organisatie 5. Leiderschp 6. Planning DO (doen) 7. Ondersteuning 8. Uitvoering CHECK (controleren) 9. Evaluatie ACT (handelen) 10. Verbetering |

## Verschillen ISO 9001:2015 / ISO 14001:2015 / ISO 45001:DIS
Binnen de 10 hoofdclausules zijn de volgende sub-clausules te onderscheiden (Originele Engelse tekst gehanteerd). De namen van de sub clausules kunnen worden aangepast om ze 'discipline' (=standaard) specifiek te maken. Onderstaand worden de ISO standaarden 9001:2015 en 14001:2015 en de standaard in ontwikkeling ISO 45001 met elkaar vergeleken:
|      | ISO 9001:2015                                                                  | ISO 14001:2015                                                                 | ISO 45001:DIS                                                                  |
| 4    | Context van de organisatie                                                     | Context van de organisatie                                                     | Context van de organisatie                                                     |
| 4.1  | Begrijpen van de organisatie en haar context                                   | Begrijpen van de organisatie en haar context                                   | Begrijpen van de organisatie en haar context                                   |
| 4.2  | Begrip van de behoeften en verwachtingen van belanghebbenden                   | Begrip van de behoeften en verwachtingen van belanghebbenden                   | Begrip van de behoeften en verwachtingen van belanghebbenden                   |
| 4.3  | Bepalen van het toepassingsgebied van het kwaliteitsmanagement systeem         | Bepalen van het toepassingsgebied van milieu management systeem                | Bepalen van het toepassingsgebied van arbo management systeem                  |
| 4.4  | Kwaliteitsmanagement systeem en zijn processen                                 | Milieu management systeem                                                      | Arbo management systeem                                                        |
| 5    | Leiderschap                                                                    | 'Leiderschap'                                                                  | Leiderschap en medewerkers (worker particpants)                                |
| 5.1  | Leiderschap en toewijding                                                      | Leiderschap en toewijding                                                      | Leiderschap en toewijding                                                      |
|      | 5.1.1 Algemeen                                                                 | -                                                                              | -                                                                              |
|      | 5.1.2 Klant gerichtheid                                                        | -                                                                              | -                                                                              |
| 5.2  | Beleid                                                                         | Milieu beleid                                                                  | Arbo beleid                                                                    |
|      | 5.2.1 Vaststellen van het kwaliteitsbeleid                                     | -                                                                              | -                                                                              |
|      | 5.2.2 Communiceren van het kwaliteitsbeleid                                    | -                                                                              | -                                                                              |
| 5.3  | Organisatorische rollen, verantwoordelijkheden en bevoegdheden                 | Organisatorische rollen, verantwoordelijkheden en bevoegdheden                 | Organisatorische rollen, verantwoordelijkheden, rekenschap en bevoegdheden     |
| 5.4  | -                                                                              | -                                                                              | Participatie & consultatie                                                     |
| 6    | Planning                                                                       | Planning                                                                       | Planning                                                                       |
| 6.1  | Acties om risico's te adresseren die verbonden zijn aan bedreigingen en kansen | Acties om risico's te adresseren die verbonden zijn aan bedreigingen en kansen | Acties om risico's te adresseren die verbonden zijn aan bedreigingen en kansen |
|      | -                                                                              | 6.1.1 Algemeen                                                                 | 6.1.1 Algemeen                                                                 |
|      | -                                                                              | 6.1.2 Milieuaspecten                                                           | 6.1.2 Identificatie van gevaren en beoordeling van arbo-risico's               |
|      | -                                                                              | 6.1.3 Verplichtingen ten behoeve van naleving                                  | 6.1.3 Vaststelling van toepasselijke wettelijke vereisten                      |
|      | -                                                                              | 6.1.4 Planningsacties                                                          | 6.1.4 Planning voor acties                                                     |
| 6.2  | Kwaliteitsdoelstellingen en planning om die te bereiken                        | Milieu doelstellingen en planning om die te bereiken                           | Arbo doelstellingen en planning om die te bereiken                             |
| 6.3  | Planning van wijzigingen                                                       | -                                                                              | -                                                                              |
| 7    | Ondersteuning                                                                  | Ondersteuning                                                                  | Ondersteuning                                                                  |
| 7.1  | Middelen                                                                       | Middelen                                                                       | Middelen                                                                       |
|      | 7.1.1 Algemeen                                                                 | -                                                                              | -                                                                              |
|      | 7.1.2 Mensen                                                                   | -                                                                              | -                                                                              |
|      | 7.1.3 Infrastructuur                                                           | -                                                                              | -                                                                              |
|      | 7.1.4 Omgeving van de operationele processen                                   | -                                                                              | -                                                                              |
|      | 7.1.5 Monitoren en meten van de middelen                                       | -                                                                              | -                                                                              |
|      | 7.1.6 Kennis van de organisatie                                                | -                                                                              | -                                                                              |
| 7.2  | Competentie                                                                    | Competentie                                                                    | Competentie                                                                    |
| 7.3  | Bewustzijn                                                                     | Bewustzijn                                                                     | Bewustzijn                                                                     |
| 7.4  | Communicatie                                                                   | Communicatie                                                                   | Informatie en communicatie                                                     |
|      | -                                                                              | 7.4.1 Algemeen                                                                 | -                                                                              |
|      | -                                                                              | 7.4.2 Interne communicatie                                                     | -                                                                              |
|      | -                                                                              | 7.4.3 Externe communicatie                                                     | -                                                                              |
| 7.5  | Gedocumenteerde informatie                                                     | Gedocumenteerde informatie                                                     | Gedocumenteerde informatie                                                     |
|      | 7.5.1 Algemeen                                                                 | 7.5.1 Algemeen                                                                 | 7.5.1 Algemeen                                                                 |
|      | 7.5.2 Creëren en bijwerken                                                     | 7.5.2 Creëren en bijwerken                                                     | 7.5.2 Creëren en bijwerken                                                     |
|      | 7.5.3 Beheer van gedocumenteerde informatie                                    | 7.5.3 Beheer van gedocumenteerde informatie                                    | 7.5.3 Beheer van gedocumenteerde informatie                                    |
| 8    | Uitvoering                                                                     | Uitvoering                                                                     | Uitvoering                                                                     |
| 8.1  | Planning en beheer van uitvoering                                              | Planning en beheer van uitvoering                                              | Planning en beheer van uitvoering                                              |
|      | -                                                                              | -                                                                              | 8.1.1 Algemeen                                                                 |
|      | -                                                                              | -                                                                              | 8.1.2 Hiërarchie van beheersmaatregelen                                        |
| 8.2  | Vereisten voor producten en diensten                                           | Voorbereiding op noodsituaties en reactie                                      | Beheer van wijzigingen                                                         |
|      | 8.2.1 Klant communicatie                                                       | -                                                                              | -                                                                              |
|      | 8.2.2 Bepalen van de vereisten voor producten en diensten                      | -                                                                              | -                                                                              |
|      | 8.2.3 Beoordeling van vereisten voor producten en diensten                     | -                                                                              | -                                                                              |
|      | 8.2.4 Wijzigingen naar vereisten voor producten en diensten                    | -                                                                              | -                                                                              |
| 8.3  | Ontwerp en ontwikkeling van producten en diensten                              | -                                                                              | Uitbesteding                                                                   |
|      | 8.3.1 Algemeen                                                                 | -                                                                              | -                                                                              |
|      | 8.3.2 Ontwerp en ontwikkeling planning                                         | -                                                                              | -                                                                              |
|      | 8.3.3 Ontwerp en ontwikkeling input variabelen                                 | -                                                                              | -                                                                              |
|      | 8.3.4 Ontwerp en ontwikkeling beheersmaatregelen                               | -                                                                              | -                                                                              |
|      | 8.3.5 Ontwerp en ontwikkeling output variabelen                                | -                                                                              | -                                                                              |
|      | 8.3.6 Ontwerp en ontwikkeling wijzigingen                                      |                                                                                | -                                                                              |
| 8.4  | Beheer van door externen geleverde werkwijzen, producten en diensten           | -                                                                              | Inkoop                                                                         |
|      | 8.4.1 Algemeen                                                                 | -                                                                              | -                                                                              |
|      | 8.4.2 Type en omvang beheersmaatregelen                                        | -                                                                              | -                                                                              |
|      | 8.4.3 Informatie voor externe leveranciers                                     | -                                                                              | -                                                                              |
| 8.5  | Productie en dienstverlening                                                   | -                                                                              | (Onder)aannemers                                                               |
|      | 8.5.1 Beheersing van de productie en dienstverlening                           | -                                                                              | -                                                                              |
|      | 8.5.2 Identificatie en traceerbaarheid                                         | -                                                                              | -                                                                              |
|      | 8.5.3 Eigendommen van klanten of externe leveranciers                          | -                                                                              | -                                                                              |
|      | 8.5.4 Behoud                                                                   | -                                                                              | -                                                                              |
|      | 8.5.5 Na-levering activiteiten                                                 | -                                                                              | -                                                                              |
|      | 8.5.6 Beheer van wijzigingen                                                   | -                                                                              | -                                                                              |
| 8.6  | Vrijgave van producten en diensten                                             | -                                                                              | Voorbereid zijn op noodsituaties en reactie                                    |
| 8.7  | Beheer van Controle van niet-conforme uitkomsten                               | -                                                                              | -                                                                              |
| 9    | Prestatie evaluatie                                                            | Prestatie evaluatie                                                            | Prestatie evaluatie                                                            |
| 9.1  | Monitoring, meting, analyse en evaluatie                                       | Monitoring, meting, analyse en evaluatie                                       | Monitoring, meting, analyse en evaluatie                                       |
|      | 9.1.1 Algemeen                                                                 | 9.1.1 Algemeen                                                                 | 9.1.1 Algemeen                                                                 |
|      | 9.1.2 Klant tevredenheid                                                       | 9.1.2 Evaluatie van naleving                                                   | 9.1.2 Evaluatie van naleving van wettelijke en andere vereisten                |
|      | 9.1.3 Analyse en ontwikkeling                                                  | -                                                                              | -                                                                              |
| 9.2  | Interne audit                                                                  | Interne audit                                                                  | Interne audit                                                                  |
|      |                                                                                | 9.2.1 Algemeen                                                                 | 9.2.1 Interne audit doelstellingen                                             |
|      |                                                                                | 9.2.2 Interne audit programma                                                  | 9.2.2 Interne audit proces                                                     |
| 9.3  | Management review                                                              | Management review                                                              | Management review                                                              |
|      | 9.3.1 Algemeen                                                                 | -                                                                              | -                                                                              |
|      | 9.3.2 Management review input                                                  | -                                                                              | -                                                                              |
|      | 9.3.3 Management review output                                                 | -                                                                              | -                                                                              |
| 10   | Verbetering                                                                    | Verbetering                                                                    | Verbetering                                                                    |
| 10.1 | Algemeen                                                                       | Algemeen                                                                       | Incident, non-conformiteit en corrigerende maatregelen                         |
| 10.2 | Non-conformiteit en corrigerende maatregelen                                   | Non-conformiteit en corrigerende maatregelen                                   | Continue verbeteringen                                                         |
|      | -                                                                              | -                                                                              | 10.2.1 Continue verbetering doelstellingen                                     |
|      | -                                                                              | -                                                                              | 10.2.2 Continue verbetering proces                                             |
| 10.3 | Continue verbeteringen                                                         | Continue verbeteringen                                                         | -                                                                              |